# Đường sắt Rhaetian
Đường sắt Rhaetian (viết tắt là RhB), là một công ty vận tải Thụy Sĩ sở hữu mạng lưới lớn nhất trong số tất cả các nhà khai thác đường sắt tư nhân ở Thụy Sĩ. Có trụ sở tại Chur, RhB vận hành tất cả các tuyến đường sắt của bang Graubünden, ngoại trừ tuyến từ Sargans đến thủ phủ bang, Chur, được vận hành bởi Đường sắt Liên bang Thụy Sĩ (SBB CFF FFS), cũng như tuyến từ Disentis đến Đèo Oberalp và tiếp tục đến Andermatt, Uri, được điều hành bởi Matterhorn Gotthard Bahn (MGB). Được khánh thành vào năm 1888 và mở rộng từ năm 1896 trở đi ở nhiều khu vực khác nhau, mạng lưới RhB gần như nằm hoàn toàn trong Graubünden, với một ga đi qua biên giới Ý–Thụy Sĩ tại Tirano.
Đường sắt Rhaetian phục vụ một số điểm du lịch lớn, chẳng hạn như St. Moritz và Davos. Một trong những tuyến RhB, tuyến Bernina, băng qua Đèo Bernina ở 2.254 mét (7.395 ft) trên mực nước biển và chạy xuống Tirano, Lombardia tại Ý.
Năm 2008, đoạn RhB từ khu vực Albula/Bernina (phần từ Thusis đến Tirano, bao gồm St. Moritz) đã được công nhận là một trong những Di sản Thế giới UNESCO. Tuyến Albula-Bernina là tuyến đường sắt đầu tiên trên thế giới được chụp ảnh và đưa vào Google Street View.

## Thông tin chung

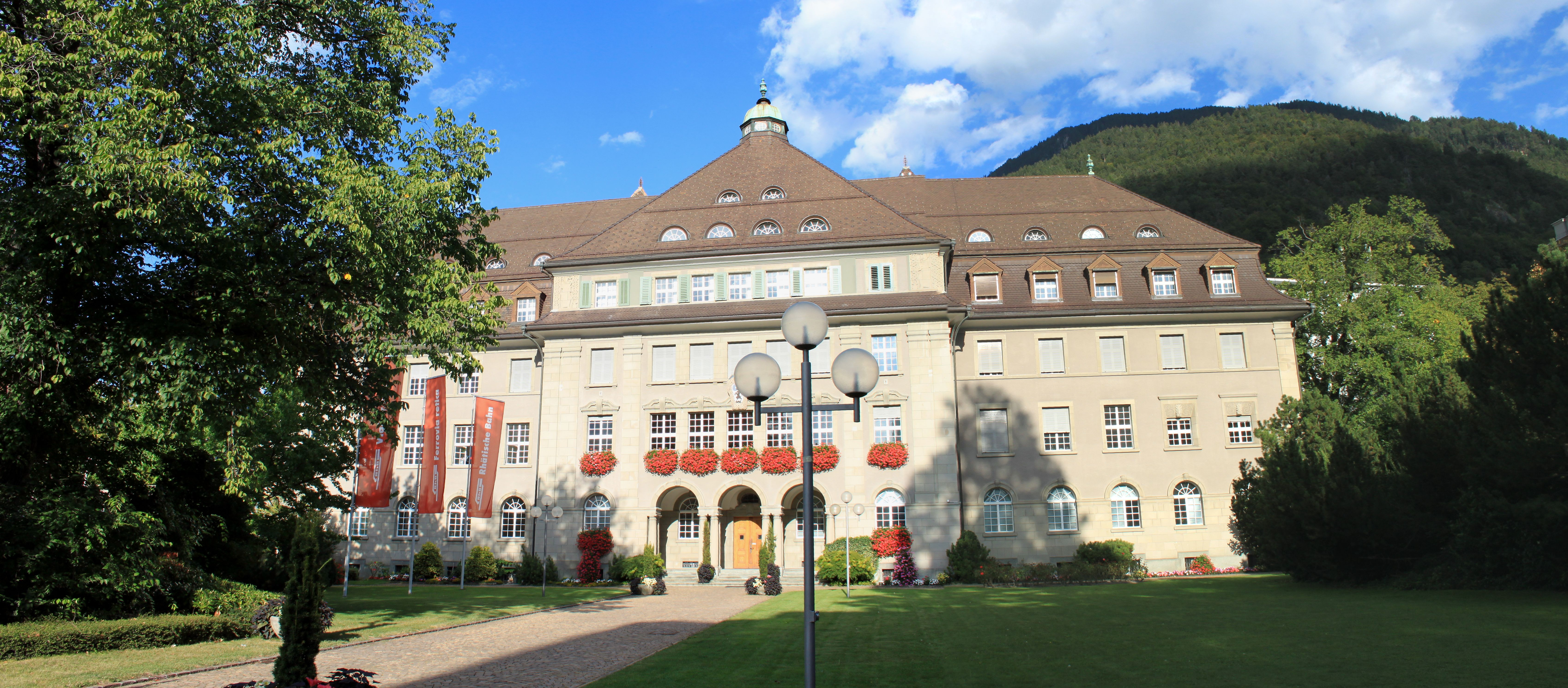
Trụ sở RhB, 2011.

### Số liệu
- Hành khách mỗi năm (2008): 10,7 triệu
- Doanh thu (2008): 308.700.000 sFr.
- Lợi nhuận (2008): 1.700.000 sFr.
- Nhân viên (2008): 1.348
- Tổng số toa (2008): 1.294

### Cổ phần
Chính quyền bang Graubünden năm giữ 51.3% cổ phần RhB, Liên bang Thụy Sĩ năm 43.1%, các cổ đông tư nhân nắm 4.6% và 1% bởi một tập hợp các cộng đồng địa phương.
RhB có trụ sở chính tại Bahnhofstrasse 25, Chur. 46°51′06″B 9°31′57″Đ / 46,8517°B 9,5325°Đ